# Dekanat Niegowić
Dekanat Niegowić – jeden z 45 dekanatów w rzymskokatolickiej archidiecezji krakowskiej.
Początkowo siedzibą dekanatu był Szczyrzyc.

## Parafie
W skład dekanatu wchodzi 8 parafii:
- parafia św. Marcina – Biskupice
- parafia Przemienienia Pańskiego – Brzezie
- parafia Narodzenia Najświętszej Maryi Panny – Gdów
- parafia Matki Bożej Fatimskiej – Jaroszówka
- parafia św. Bartłomieja Apostoła – Łapanów
- parafia Znalezienia Krzyża Świętego – Łazany
- parafia Wniebowzięcia Najświętszej Maryi Panny – Niegowić
- parafia Nawiedzenia Najświętszej Maryi Panny – Tarnawa

## Galeria

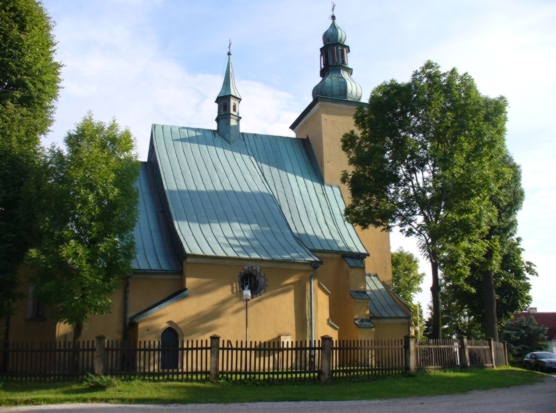
Kościół w Łazanach
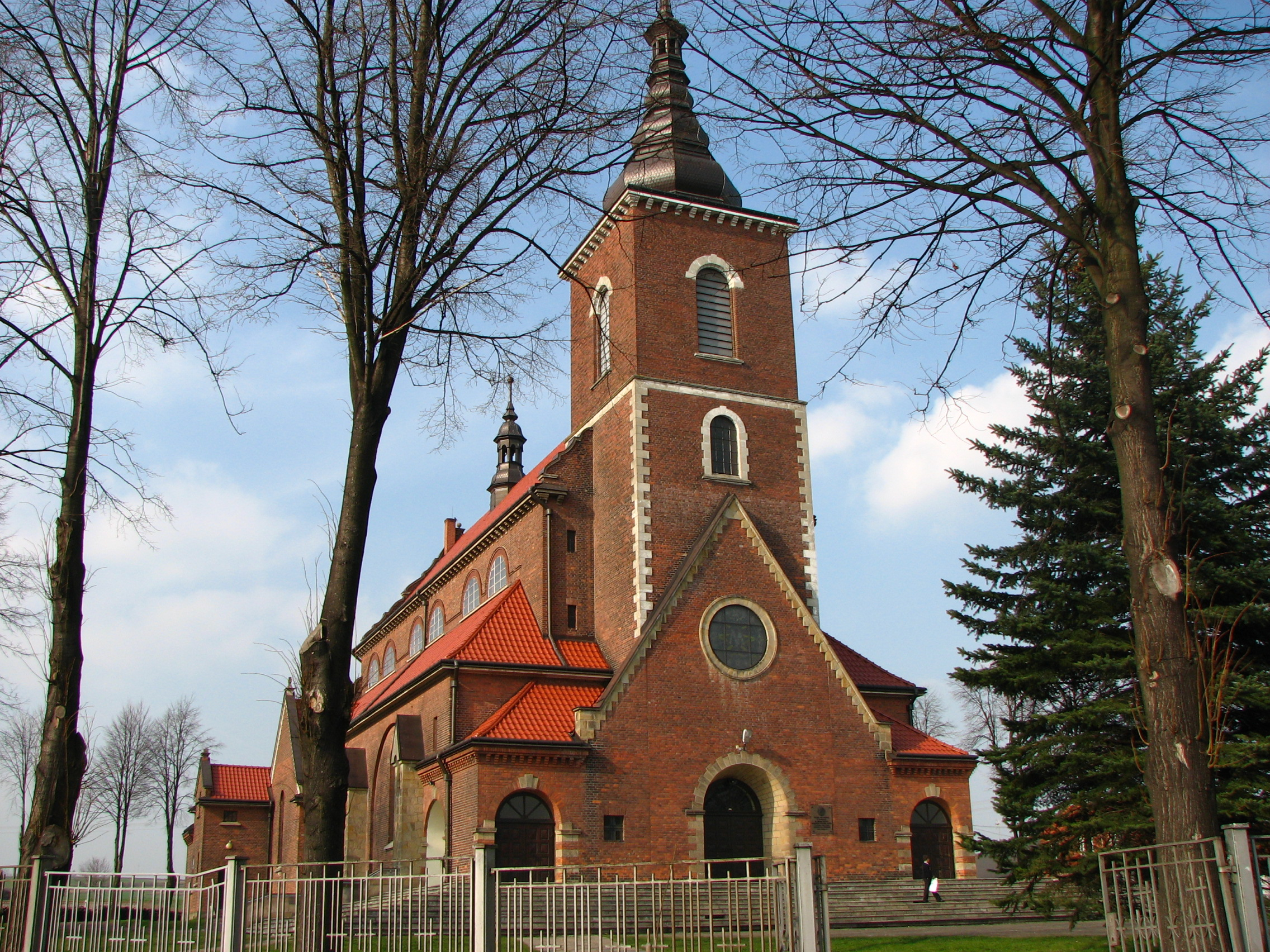
Kościół w Niegowici
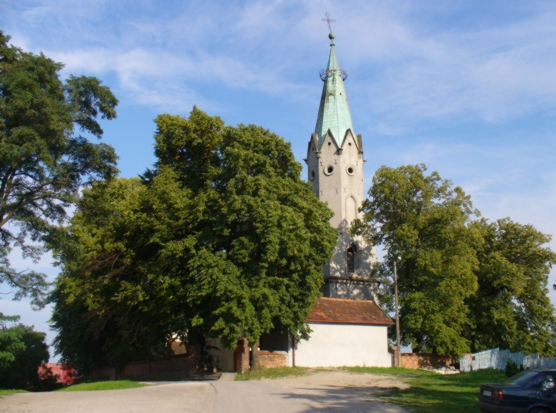
Kościół w Biskupicach

## Sąsiednie dekanaty
Bochnia – Zachód (diec. tarnowska), Dobczyce, Lipnica Murowana (diec. tarnowska), Niepołomice, Tymbark (diec. tarnowska), Wieliczka.